# Không quân Hoàng gia Nam Tư
Không quân Hoàng gia Nam Tư (Vazduhoplovstvo Vojske Kraljevine Jugoslavije, VVKJ), được thành lập vào năm 1918 tại Vương quốc của người Serbia, Croatia và Slovenia (đổi tên thành Vương quốc Nam Tư vào năm 1929) và tồn tại cho đến khi Nam Tư đầu hàng phe Trục vào năm 1941 sau cuộc xâm lược Nam Tư trong Thế chiến II.
Đã có khoảng 18 phi cơ và hàng trăm phi công đã thoát khỏi cuộc xâm lược của phe Trục vào tháng 4 năm 1941 nhờ bay đến các căn cứ của phe Đồng Minh ở Ai Cập, cuối cùng họ gia nhập vào Không quân Hoàng gia ở Bắc Phi lúc ban đầu và sau đó với Không quân Balkan ở Ý và Nam Tư, với một số thậm chí còn tham gia vào Không quân Liên Xô và trở về Nam Tư vào năm 1944. Người Đức đã phân phát số máy bay và phụ tùng vừa chiếm được của Không quân Hoàng gia Nam Tư cho Romania, Bulgaria, Phần Lan và Nhà nước Độc lập Croatia mới được thành lập.

## Lịch sử

### Sáng lập
Không quân Hoàng gia Nam Tư được thành lập trên cơ sở Cục Hàng không Quân sự Serbia, một trong những lực lượng không quân đầu tiên hiện diện và tham gia vào trận chiến (trong chiến tranh Balkan năm 1912-1913). Hãng hàng không Serbia tồn tại trước sự chiếm đóng của Áo-Hung nhờ sống lưu vong ở miền trung Hy Lạp trong Thế chiến I, nơi các phi công phục vụ và được huấn luyện với sự giúp đỡ của Không quân Pháp. Năm 1918, Serbia đi đầu trong việc kiến lập một nhà nước Nam Tư thống nhất cùng với các cựu lãnh thổ Áo-Hung tại khu vực Balkan, mà sau đó được gọi là Vương quốc của người Serbia, Croatia và Slovenia.

### Củng cố và hiện đại hóa

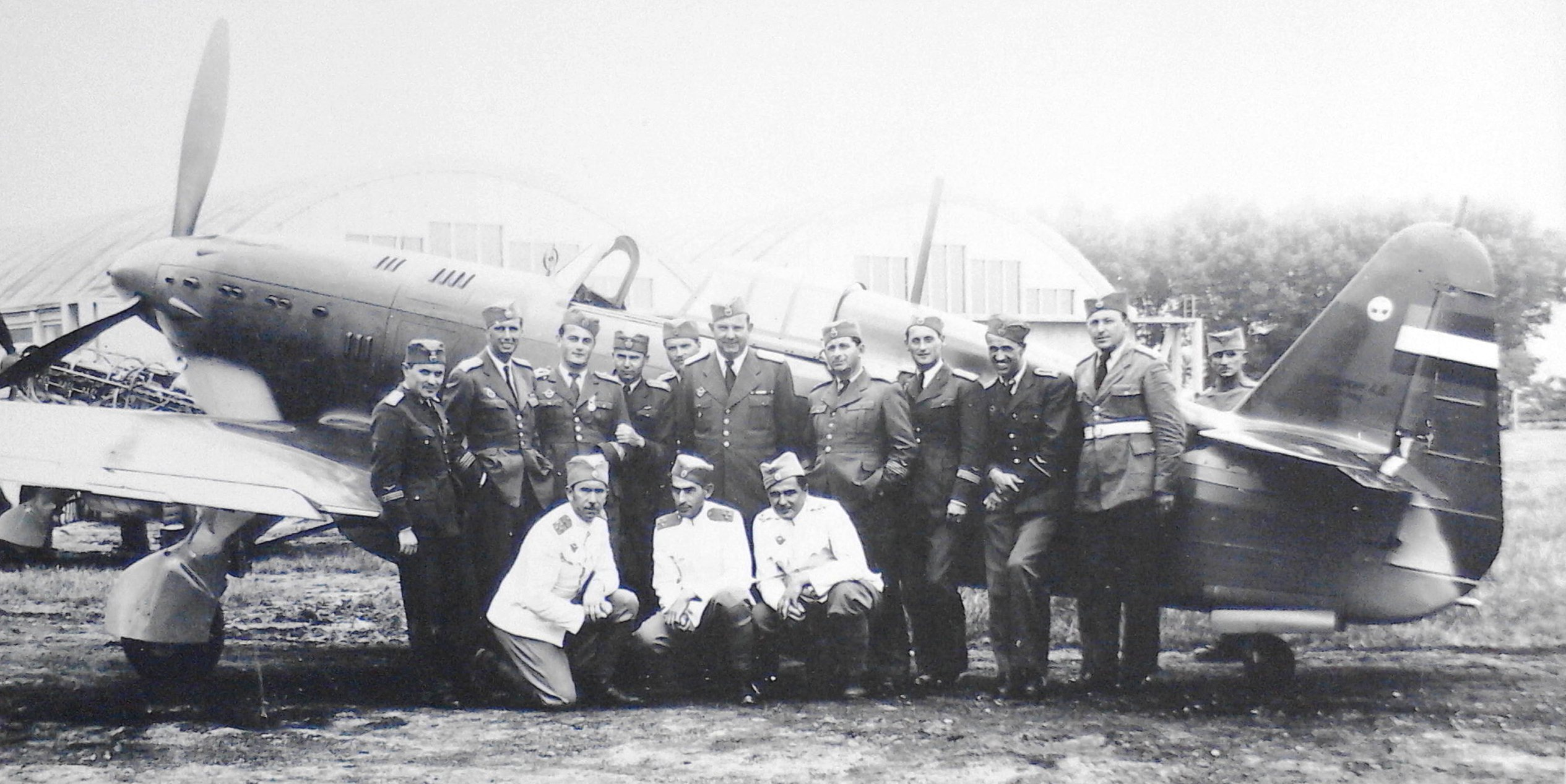
Nhóm phi công IK-3 từ Trung đoàn 6.

Năm 1923, chính phủ của Vương quốc Nam Tư bắt đầu hiện đại hóa lực lượng không quân và thiết lập các hợp đồng trong và ngoài nước góp phần vào số lượng lớn máy bay phục vụ tại thời điểm Thế chiến II. Năm 1923, chính phủ củng cố bộ máy hành chính cho lực lượng không quân bằng cách sáp nhập Bộ Tư lệnh Hàng không với Bộ Chiến tranh và Hàng hải. Không quân Hoàng gia Nam Tư rất ít được biết đến và cuộc chiến ngắn ngủi của nó với Không quân Đức và Không quân Ý vào tháng 4 năm 1941.
Không quân Hoàng gia Nam Tư tính đến năm 1941 có 1.875 sĩ quan và 29.527 người thuộc các cấp bấc khác, bao gồm khoảng 2.000 phi công, với trên 450 máy bay ngoài tiền duyên ở trong nước (đáng chú ý là loại IK-3) có nguồn gốc từ Đức, Ý, Pháp và Anh, trong đó phần lớn là loại hiện đại. Lực lượng này được tổ chức thành 22 phi đội ném bom và 19 phi đội tiêm kích, những loại máy bay chính được dùng trong tác chiến, về tiêm kích gồm có 73 chiếc Messerschmitt Bf 109 E, 47 chiếc Hawker Hurricane I (phần nhiều được sản xuất hợp pháp tại Nam Tư), 30 chiếc Hawker Fury II, 11 chiếc Rogozarski IK-3 (cộng thêm nhiều chiếc đang chế tạo), 10 chiếc Ikarus IK-2, và 6 chiếc Rogozarski IK3 (cộng thêm cả số đang sản xuất); về ném bom có: 63 chiếc Dornier Do 17 K (bao gồm thêm 40 chiếc sản xuất có giấp phép), 2 chiếc Potez 63, 1 chiếc Messerschmitt Bf 110C-4 (bắt giữ được vào đầu tháng 4 do một sự cố điều hướng) và 1 chiếc Rogozarski R 313, 69 Dornier Do 17 K (trong đó có thêm 40 chiếc chế tạo hợp pháp), 61 chiếc Bristol Blenheim I (trong đó có khoảng 40 chiếc sản xuất hợp pháp) còn máy bay ném bom có 40 chiếc Savoia Marchetti SM-79 K. Các đơn vị trinh sát lục quân bao gồm 7 Nhóm với 130 máy bay ném bom hạng nhẹ Breguet 19 và Potez 25 đã lỗi thời. Ngoài ra còn có khoảng 400 máy bay huấn luyện và bổ trợ. Các đơn vị Không quân Hàng hải bao gồm 75 máy bay chia làm 8 phi đội, được trang bị, trong số nhiều loại phụ trợ khác, 12 chiếc Dornier Do 22 K và 15 chiếc Rogožarski SIM-XIV-H được thiết kế tại địa phương và các tàu bay có phao tuần tra hàng hải.
Máy bay của hãng hàng không Nam Tư Aeroput, bao gồm chủ yếu là 6 chiếc Lockheed Model 10 Electra, 3 chiếc Spartan Cruiser, và 1 chiếc de Havilland Dragon đã được huy động để tiến hành công tác vận tải cho không quân.. Trước tình hình đó mà Không quân Hoàng gia Nam Tư đã mua hoặc sản xuất máy bay từ bất cứ nguồn nào hiện có nghĩa là đến năm 1941, Không quân được trang bị khá độc đáo với 11 loại máy bay tác chiến khác nhau, 14 loại máy bay huấn luyện và năm loại máy bay phụ trợ riêng biệt, với 22 mẫu động cơ khác nhau, bốn súng máy và hai kiểu pháo máy bay khác nhau.

### Hoạt động trong Thế chiến II

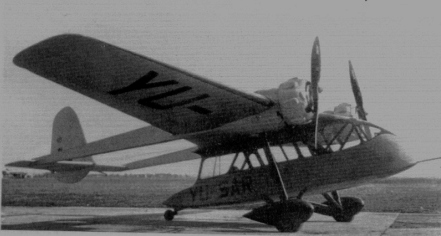
Vào tháng 3 năm 1941 chiếc Aeroput MMS-3 sản xuất duy nhất bắt đầu phục vụ trong Phi đội Bổ trợ 603 của Không quân Hoàng gia Nam Tư với vai trò như một máy bay liên lạc.

Trong suốt năm 1940, người Anh đã cung cấp viện trợ quân sự quan trọng cho Không quân Hoàng gia Nam Tư để tăng cường lực lượng của mình chống lại các mối đe dọa ngày càng tăng của Đức. Vào đầu tháng 3 năm 1941, Không quân Đức đã bắt đầu đến ở nước láng giềng Bulgaria. Ngày 12 tháng 3 năm 1941, các đơn vị của Không quân Hoàng gia Nam Tư bắt đầu triển khai đến các sân bay thời chiến của họ. Việc lật đổ bắt chính phủ thân Đức ở Beograd vào ngày 27 tháng 3 đã kết thúc hy vọng về một thỏa thuận với Đức. Ngày 6 tháng 4 năm 1941, các đơn vị Không quân Đức ở Bulgaria và Romania tấn công Nam Tư bằng cuộc oanh tạc Beograd. Được trang bị với một sự kết hợp giữa trang thiết bị lạc hậu và máy bay mới vẫn đang được đưa vào phục vụ, Không quân Hoàng gia Nam Tư đã buộc phải bảo vệ tuyến biên giới dài của đất nước chống lại các cuộc tấn công từ nhiều hướng. Sự trung thành đáng ngờ của một số nhân viên quân sự đã không giúp ích được gì. Máy bay chiến đấu và pháo phòng không của Nam Tư đã hạ gục khoảng 90-100 máy bay địch, nhưng lực lượng bảo vệ thì không thể thực hiện bất kỳ tác động đáng kể nào trước bước tiến công của đối phương. Trong cuộc tấn công của máy bay Đức trên Sân bay Medoševac ở Niš ngày 6 tháng 4 khoảng 8:00, lửa đạn từ mặt đất đã bắn trúng chiến đấu cơ của phi công Đức Herbert Ihlefeld. Đại úy Ihlefeld là người được ghi nhận với hơn bốn mươi chiến thắng trên không đã bị Hạ sĩ Vlasta Belić bắn rơi bằng một khẩu súng máy Darne, tầm cỡ 7,69 mm, được lấy từ một chiếc Breguet 19 của Nam Tư. Sau khi nhận được một phát bắn trúng vào bộ phận làm mát dầu, động cơ của Bf 109 ngưng lại buộc viên phi công phải rời khỏi máy bay. Ông tự cứu mình với một chiếc dù cách phía đông nam Nis khoảng 35 dặm. Viên phi công Đức đã bị những người nông dân Serbia bắt giữ và giao nộp cho hiến binh. Vào ngày 17 tháng 4 năm 1941, chính phủ Nam Tư chính thức đầu hàng. Một số máy bay VVKJ trốn đến Ai Cập qua ngã Vương quốc Hy Lạp, riêng số phi hành đoàn về sau còn phục vụ trong Không quân Hoàng gia Anh (RAF).
Do sự bùng nổ của Thế chiến II, Nam Tư đã duy trì một lực lượng không quân đáng kể với số máy bay riêng, xuất xứ từ các nước đồng minh như Anh và máy bay từ các nước phe Trục như Đức và Ý. Năm 1940, Anh đã cố gắng để kéo Nam Tư về với phe Đồng minh bằng cách cung cấp viện trợ quân sự cho Không quân Hoàng gia Nam Tư, bao gồm máy bay chiến đấu Hawker Hurricane mới. Tuy nhiên Đức đã bán một số lượng lớn chiến đấu cơ Messerschmitt Bf 109 cho Nam Tư vào đầu năm 1941, người Đức mất tinh thần nhằm hướng tới một chiến dịch Balkan nên đã thuyết phục Nam Tư tham gia vào phe Trục. Mặc dù Nam Tư đã gia nhập phe Trục, phát xít Ý yêu cầu đồng minh Đức Quốc xã của mình tiến hành xâm lược Nam Tư nhằm tiến vào Hy Lạp và trợ giúp chiến dịch tai hại của họ ở đó và trong quá trình Nam Tư tan rã kể từ đó Ý đã đặt yêu cầu bồi thường trên các vùng lãnh thổ nhất định (chủ yếu là Dalmatia). Không quân Đức sau đó đã bắt đầu triển khai hàng loạt tại biên giới Nam Tư từ các quốc gia phát xít đồng minh. Không quân Hoàng gia Nam Tư đã buộc phải phân tán để bảo vệ Nam Tư khỏi một cuộc xâm lược rõ ràng và cuộc không chiến sắp xảy ra.
Sau cuộc đảo chính tại Beograd ngày 25 tháng 3 năm 1941, các lực lượng vũ trang Nam Tư đã được đặt vào tình trạng báo động. Bộ Tư lệnh Không quân Hoàng gia Nam Tư (JKRV) đã quyết định phân tán lực lượng của mình từ các căn cứ chính ra hệ thống 50 sân bay phụ trợ đã được chuẩn bị từ trước đó. Tuy nhiên nhiều sân bay trong số này không đủ trang thiết bị và có hệ thống thoát nước không tương xứng nên đã làm ngăn cản các hoạt động tiếp diễn của cả những máy bay nhẹ nhất trong điều kiện thời tiết bất lợi vào tháng 4 năm 1941. Mặc dù có (phần nào trên giấy tờ) một lực lượng mạnh hơn đáng kể các máy bay tương đối hiện đại so với lực lượng không quân hỗn hợp của Anh và Hy Lạp ở phía nam, nhưng JKRV đơn giản là không thể đối chọi lại được với ưu thế áp đảo của Luftwaffe và Regia Aeronautica (Không quân Hoàng gia Ý) cả về số lượng, sự triển khai chiến thuật và kinh nghiệm chiến đấu. Do đó, cuộc đấu tranh trong vòng 11 ngày của JKRV không thể gọi là không phi thường.
Các lực lượng ném bom và hàng hải đã tiến đánh những mục tiêu tại Ý, Đức (phần lãnh thổ Áo), Hungary, Romania, Bulgaria, Albania và Hy Lạp, cũng như tấn công vào các đội quân của Đức, Ý và Hungary. Trong khi đó thì các phi đội máy bay tiêm kích không gây được thiệt hại gì đáng kể cho các cuộc ném bom có hộ tống của "Luftwaffe" tại Beograd và Serbia, cũng như với các cuộc tấn công của "Regia Aeronautica" ở Dalmatia, Bosnia, Herzegovina và Montenegro. JKRV cũng hỗ trợ trực tiếp cho lục quân Nam Tư đang chịu nhiều áp lực bằng cách oanh tạc vào đội quân tấn công và các đội hình cơ giới tại Croatia, Bosnia và Serbia (đôi khi các máy bay cất cánh bay đến lia đạn vào quân địch đang tấn công căn cứ vừa mới di tản). Không có gì là bất ngờ khi sau những tổn thất tổng hợp trong các cuộc không chiến, thiệt hại trên bộ trong những cuộc không kích của địch vào các căn cứ và sự tàn phá các sân bay do quân bộ đối phương gây ra sau 11 ngày, thì JKRV đã gần như không còn tồn tại. Tuy nhiên, cần phải chú ý rằng từ ngày 6 đến 17 tháng 4 năm 1941, JKRV đã tiếp nhận thêm 8 chiếc Hawker Hurricane I, 6 chiếc Dornier Do-17K, 4 chiếc Bristol Blenheim I, 2 chiếc Ikarus IK-2, 1 chiếc Rogožarski IK-3 và 1 chiếc Messerschmitt Bf 109 từ các nhà máy và phân xưởng sản xuất máy bay trong ngành công nghiệp hàng không địa phương.

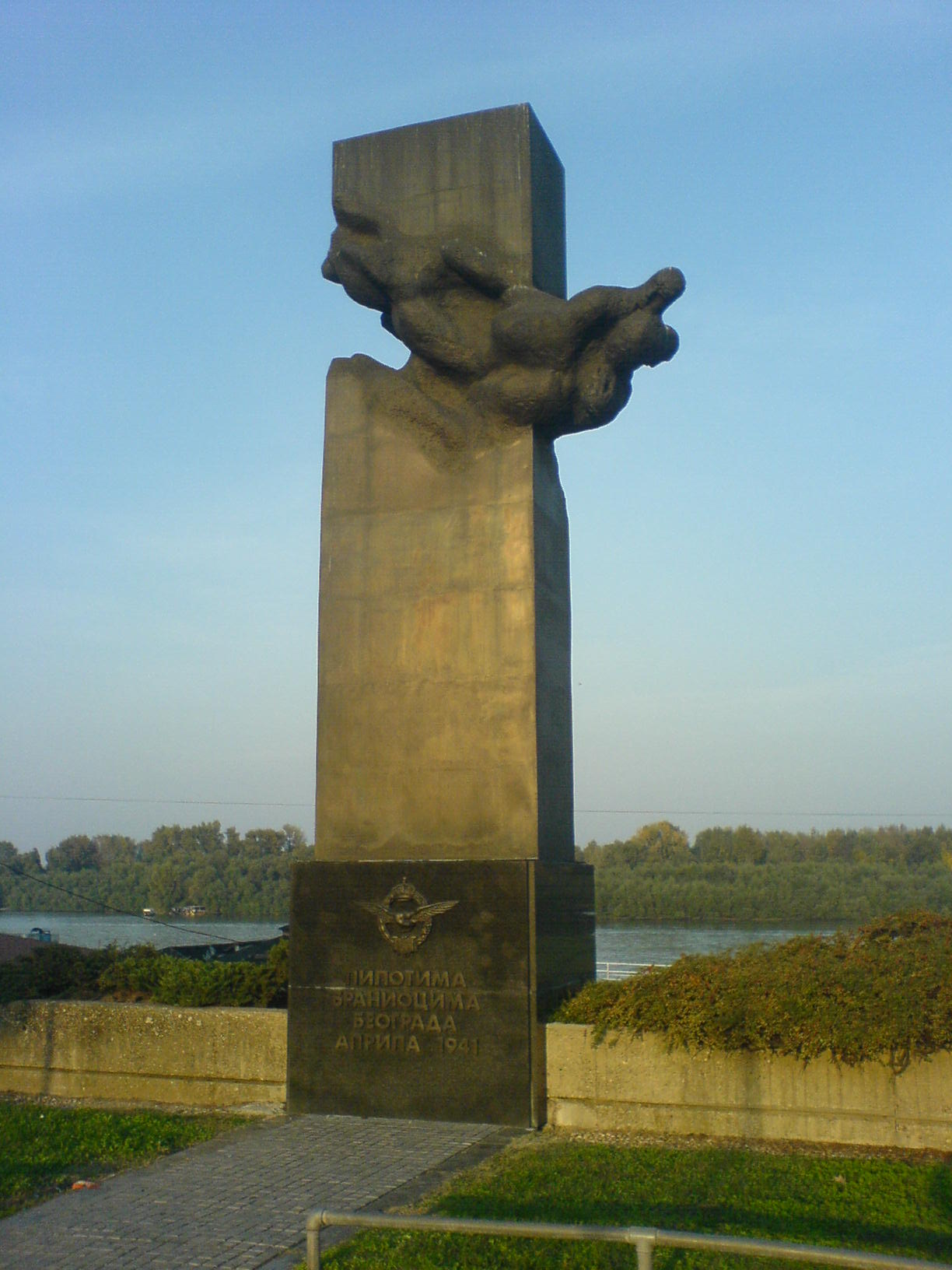
Đài tưởng niệm những phi công đã hy sinh để bảo vệ Beograd trong cuộc chiến chống lại Không quân Đức Quốc xã vào tháng 4 năm 1941.

Lực lượng máy bay ném bom Dornier của JKRV là một ví dụ minh họa. Vào đầu cuộc chiến, Không quân Hoàng gia Nam Tư được trang bị khoảng 60 chiếc Dornier Do 17K do Đức thiết kế, được Nam Tư mua vào mùa thu năm 1938, cùng với một giấy phép sản xuất. Đơn vị điều hành duy nhất là trung đoàn ném bom số 3 (3 vazduhoplovni puk) gồm 2 cụm máy bay ném bom; Cụm Ném bom số 63 đóng tại sân bay Petrovec gần Skopje và Cụm Ném bom số 64 đóng tại sân bay Milesevo gần Priština. Các sân bay phụ trợ khác cũng được chuẩn bị để hỗ trợ công tác phân tán. Trong hai ngày 14 và 15 tháng 4, 7 chiếc Do 17K còn lại đã bay đến sân bay Nikšić tại Montenegro và tham gia sơ tán Quốc vương Petar II cùng các thành viên chính phủ Nam Tư đến Hy Lạp. Trong hoạt động này, nguồn vàng dự trữ của Nam Tư cũng được chuyển đến Hy Lạp bằng 7 chiếc Do 17, cùng những chiếc Savoia-Marchetti SM.79K và Lockheed Model 10 Electra của hãng hàng không Aeroput, nhưng sau khi hoàn thành nhiệm vụ này, 5 chiếc Do 17K đã bị tiêu diệt trên mặt đất khi máy bay Ý tấn công sân bay Paramitia do người Hy Lạp chiếm cứ. Chỉ có 2 chiếc Do 17K thoát chết tại Hy Lạp và sau đó đã gia nhập Không quân Hoàng gia Anh (RAF) tại Vương quốc Ai Cập. Trong quá trình chiến đấu, Nhà máy Máy bay Quốc gia của Nam Tư tại Kraljevo đã cố gắng để sản xuất thêm được 6 máy bay loại này. Trong 3 chiếc cuối, thì 2 được điều động cho JKRV ngày 10 tháng 4 và chiếc còn lại vào ngày 12 tháng 4 năm 1941.
Ngày 6 tháng 4, các máy bay ném bom bổ nhào và tiêm kích tấn công mặt đất của Luftwaffe đã tiêu diệt 26 máy bay Dornier của Nam Tư ngay trong cuộc công kích đầu tiên vào các sân bay, nhưng những máy bay còn lại đã đánh trả có hiệu quả bằng nhiều cuộc tấn công vào các đội hình cơ giới của Đức và vào các sân bay tại Bulgaria. Đến cuối chiến dịch tổng thiệt hại của Nam Tư là 4 máy bay bị phá hủy trên không và 45 chiếc trên mặt đất. Vào lúc 16h00 ngày 15 tháng 4, tổng tư lệnh Tập đoàn quân Không quân số 4 Đức, Thượng tướng Alexander Löhr đã nhận được lệnh của Hermann Göring là phải giảm bớt các cuộc không kích và chuyển phần lớn lực lượng ném bom bổ nhào sang hỗ trợ cho chiến dịch tại Hy Lạp.
Tổng cộng đã có 18 máy bay ném bom, vận tải và tuần tra hàng hải của Nam Tư (trong đó có 2 chiếc Dornier Do 17K, 4 chiếc Savoia Marchetti SM-79K, 3 chiếc Lockheed Model 10 Electra của hãng Aeroput, 8 chiếc Dornier Do-22K và 1 chiếc Rogozarski SIM-XIV-H) đã trốn thoát được sang căn cứ của Đồng Minh tại Ai Cập vào cuối chiến dịch. Không quân Nhà nước Độc lập Croatia ra đời vào tháng 7 năm 1941 với hơn 200 máy bay chiếm được. Du kích Nam Tư đã tự mình lập nên một lực lượng không quân vào năm 1943 từ số máy bay chiếm được của Không quân Croatia.

## Không quân Nam Tư năm 1941
| Máy bay                                 | Số lượng | Vai trò                       | Xuất xứ   |
| --------------------------------------- | -------- | ----------------------------- | --------- |
| Messerschmitt Bf 109E-3a                | 61       | Máy bay chiến đấu             | Đức       |
| Hawker Hurricane Mk.I                   | 47       | Máy bay chiến đấu             | Anh Quốc  |
| Hawker Fury Mk.II                       | 30       | Máy bay chiến đấu             | Anh Quốc  |
| Avia BH-33                              | 5        | Máy bay chiến đấu huấn luyện  | Tiệp Khắc |
| Ikarus IK-2                             | 10       | Máy bay chiến đấu             | Nam Tư    |
| Rogožarski IK-3                         | 11       | Máy bay chiến đấu             | Nam Tư    |
| Potez 63                                | 2        | Máy bay chiến đấu             | Pháp      |
| Dornier Do 17K                          | 69       | Máy bay ném bom               | Đức       |
| Bristol Blenheim Mk.I                   | 50       | Máy bay ném bom               | Anh Quốc  |
| Bristol Blenheim Mk.I                   | 11       | Máy bay trinh sát             | Anh Quốc  |
| Savoia-Marchetti SM.79                  | 40       | Máy bay ném bom               | Ý         |
| Caproni Ca.310                          | 12       | Máy bay huấn luyện/Tiện ích   | Ý         |
| Messerschmitt Bf 108                    | 13       | Máy bay huấn luyện/Tiện ích   | Đức       |
| Breguet 19                              | 120      | Máy bay trinh sát/Tiện ích    | Pháp      |
| Potez 25                                | 120      | Máy bay trinh sát/Tiện ích    | Pháp      |
| Fieseler Fi 156                         | 10       | Tiện ích                      | Đức       |
| Bücker Bü 131 Jungmann                  | 60       | Máy bay huấn luyện            | Đức       |
| Thủy phi cơ Dornier Do 16 Wal           | 10       | Trinh sát hàng hải/Ngụy trang | Đức       |
| Dornier Do 22 float-plane               | 12       | Trinh sát hàng hải/Ném bom    | Đức       |
| Thủy phi cơ cỡ nhỏ Rogožarski SIM-XIV-H | 15       | Trinh sát hàng hải            | Nam Tư    |
| Thủy phi cơ cỡ nhỏ Rogožarski SIM-XII-H | 12       | Máy bay huấn luyện            | Nam Tư    |
| Rogožarski SIM-Х                        | 21       | Máy bay huấn luyện            | Nam Tư    |
| Rogožarski PVT                          | 64       | Máy bay huấn luyện            | Nam Tư    |
| Thủy phi cơ cỡ nhỏ Rogožarski PVT-H     | 5        | Máy bay huấn luyện            | Nam Tư    |
| Rogožarski R-100                        | 25       | Máy bay chiến đấu huấn luyện  | Nam Tư    |
| Zmaj Fizir FN                           | 20       | Máy bay huấn luyện            | Nam Tư    |
| Zmaj Fizir FP-2                         | 23       | Máy bay huấn luyện/Tiện ích   | Nam Tư    |
| Avia-Fokker AF.39                       | 2        | Máy bay vận tải/Tiện ích      | Tiệp Khắc |

## Quân hiệu

Quân hiệu Không quân Hoàng gia Nam Tư từ năm 1918-1929.
Quân hiệu Không quân Hoàng gia Nam Tư từ năm 1929-1941.

## Hình ảnh

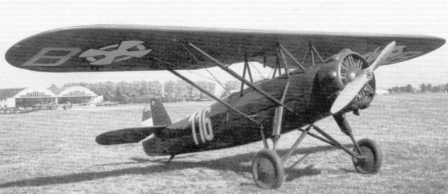
Rogožarski SIM-Х máy bay huấn luyện Nam Tư.
Rogožarski R-100 máy bay huấn luyện cải tiến Nam Tư. Rogožarski R-100 máy bay huấn luyện cải tiến Nam Tư.
Rogožarski SIM-XIV-H Thủy phi cơ trinh sát hàng hải cỡ nhỏ. Rogožarski SIM-XIV-H Thủy phi cơ trinh sát hàng hải cỡ nhỏ.
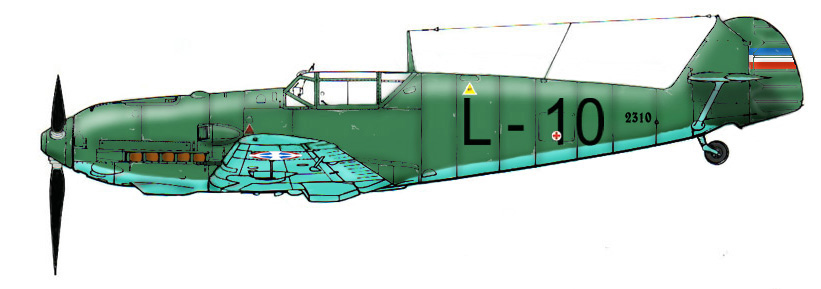
Một chiếc Messerschmitt Bf 109E-3 của Nam Tư
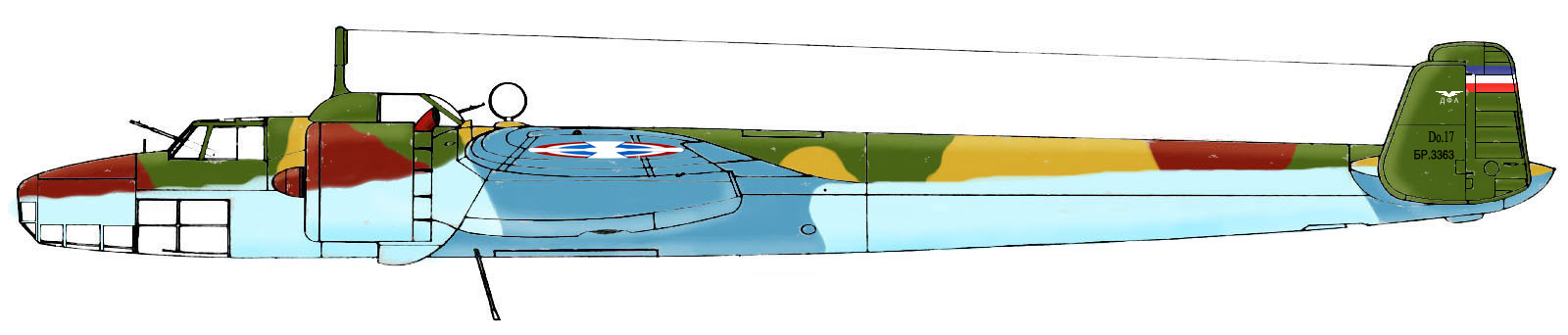
Dornier Do 17K từ Trung đoàn ném bom số 3 của Không quân Hoàng gia Nam Tư vào tháng 4 năm 1941.
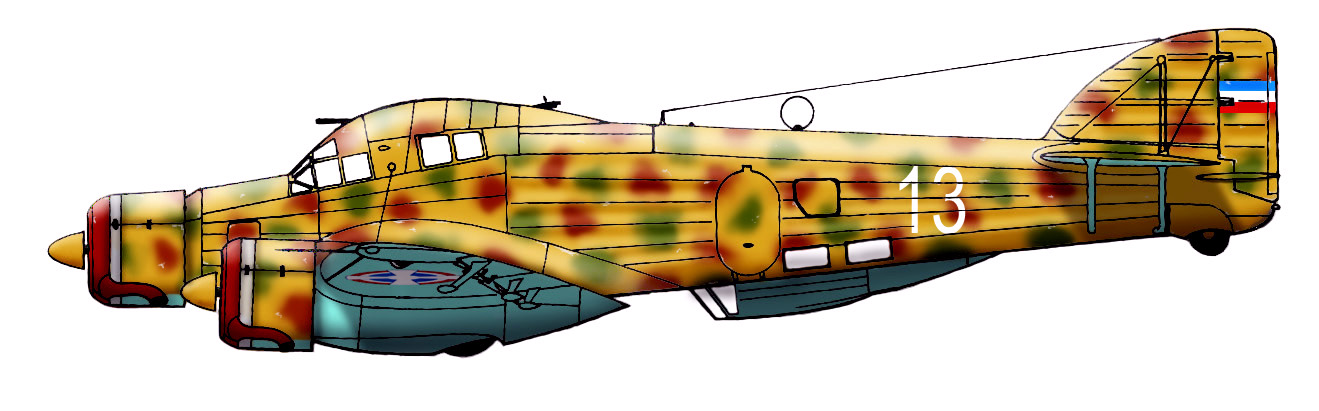
Savoia-Marchetti SM.79 của Không quân Hoàng gia Nam Tư.
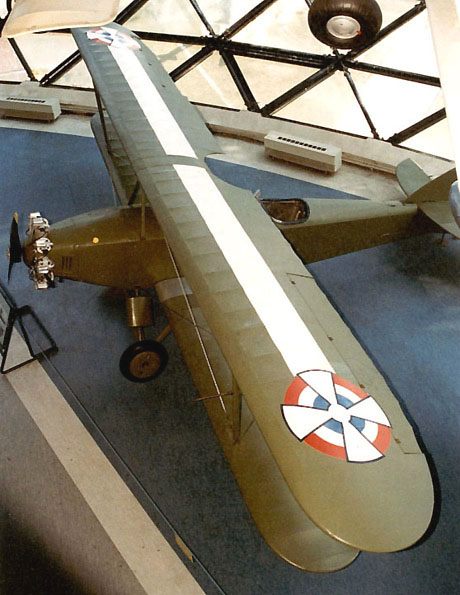
Zmaj Fizir FN của Không quân Hoàng gia Nam Tư.